# Česnica
Česnica (cyrylica serbska: чесница, tʃěːsnit͜sa; pochodzi od rzeczownika čest, co oznacza „udział”), zwany także Božićna pogača (cyrylica serbska: Божићна погача, „bożonarodzeniowa pogača”) – ceremonialny, okrągły bochenek chleba, który w serbskiej tradycji bożonarodzeniowej jest nieodzowną częścią świątecznego obiadu. Przygotowaniu tego chleba mogą towarzyszyć różne zasady i rytuały. Podczas wyrabiania ciasta często wkłada się w nie monetę; można również wstawić inne małe przedmioty. Na początku świątecznej kolacji česnica jest obracana trzy razy w kierunku przeciwnym do ruchu wskazówek zegara, zanim zostanie rozdzielona wśród członków rodziny. Osoba, która znajdzie monetę w swoim kawałku chleba, będzie miała podobno wyjątkowe szczęście w nadchodzącym roku. Česnica była używana w magii ludowej do wróżenia lub wpływania na wielkość plonów.

## Przygotowanie
Česnica jest zwykle robiona z mąki pszennej i pieczona w Wigilię lub wczesnym rankiem Bożego Narodzenia przez głowę domu lub panią domu. Woda do ciasta jest w niektórych miejscach pobierana przed wschodem słońca w Boże Narodzenie ze źródła lub studni, do której wrzuca się garść zboża. Woda ta nazywana jest silną wodą i uważa się, że jest nasycona dobroczynną mocą. Przygotowaniu chleba mogą towarzyszyć różne zasady: mąkę pobiera się tylko z pełnego worka; woda do ciasta jest pobierana z trzech źródeł; osoba, która przygotuje česnicę, musi się wcześniej wykąpać; itd. We wschodniej i południowej Serbii, po wyrobieniu ciasta na česnicę, głowa domu lub pani domu chwytają poplamionymi ciastem rękami drzewa owocowe, ule i bydło, aby je uczynić bardziej produktywnymi. 

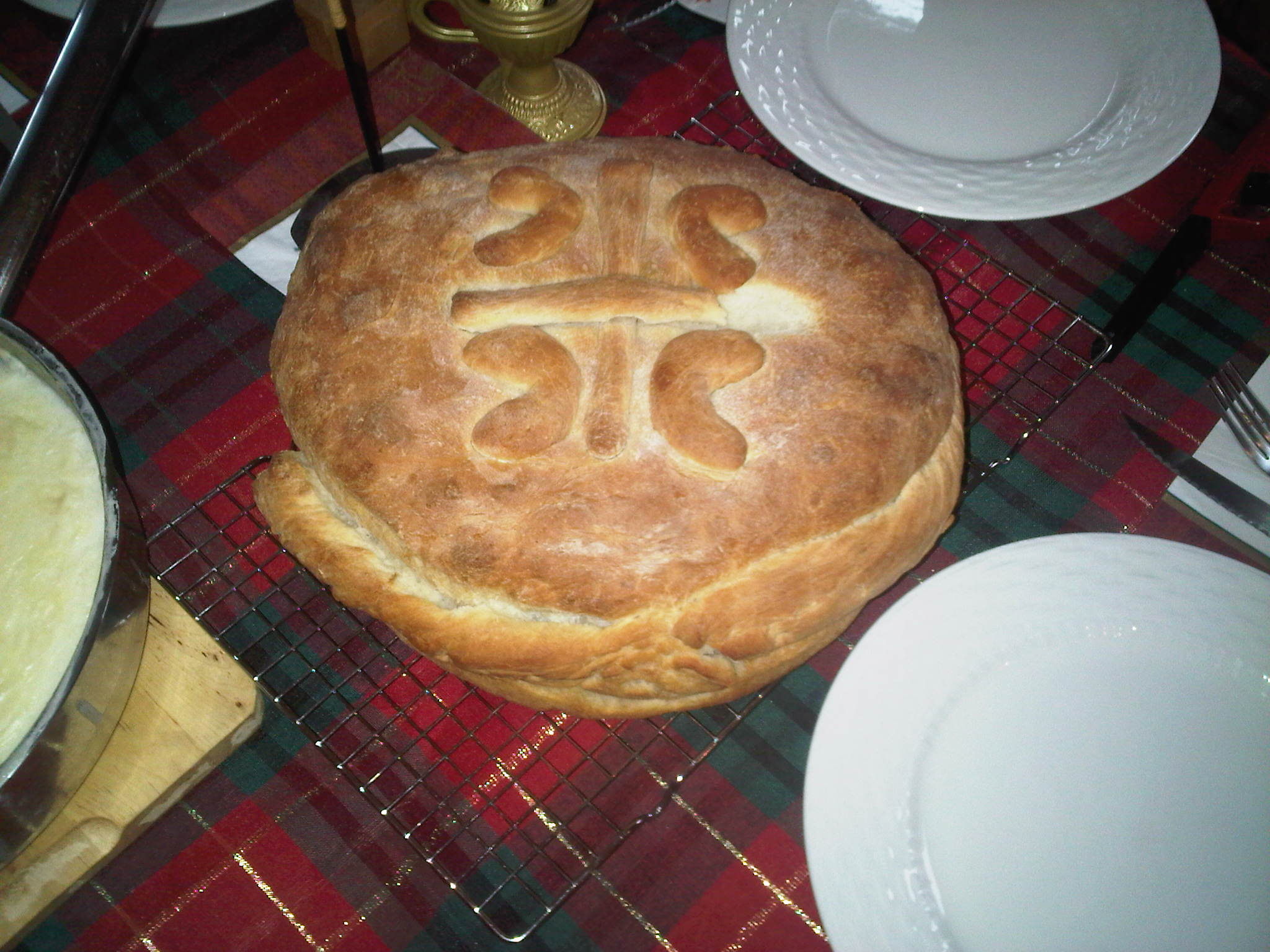
Česnica zdobiona krzyżem

Podczas wyrabiania ciasta często jest wkładana do niego moneta, niektóre rodziny używają tej samej monety z roku na rok; może to być również cenny drobiazg. W niektórych regionach małe figurki wyrzeźbione z drewna derenia, przedstawiające kurczaki, woły, krowy, świnie, pszczoły i tym podobne, są również umieszczane w cieście. Wkładane są też zboża, bób, orzechy włoskie, kępki wełny, gałązki i drzazgi z różnych drewnianych budynków. W Semberiji rodziny wstawiają fragment pierwszej drzazgi powstałej podczas ścinania badnjaka; robi się to „z powodu pszczół”, jak tradycyjnie określa się przyczynę. Przed pieczeniem górna powierzchnia bochenka może być oznaczona różnymi symbolami, takimi jak chrystogram lub gwiazdkami, kółkami i odciskami kluczy lub grzebienia.
W Wojwodinie česnica nie jest rodzajem chleba, ale ciastem złożonym z warstw filo, wypełnionych grubo posiekanymi orzechami i rodzynkami, podobnym do baklawy, ale bardziej suchym i zwykle robionym wyjątkowo z dodatkiem miodu. W jakimś miejscu między warstwami umieszczana jest moneta.

## Obiad świąteczny

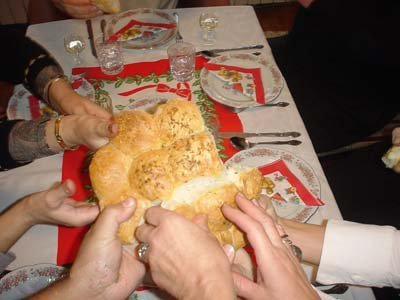
Członkowie rodziny dzielą się česnicą podczas obiadu w Boże Narodzenie

Świąteczny obiad to najbardziej uroczysty posiłek w roku. Zaczyna się około południa, a nawet wcześniej. Członkowie rodziny siedzący przy stole wstają, gdy głowa domu daje znak; czyni znak krzyża i zapala świecę przed okadzeniem zgromadzonych krewnych i odmówieniem modlitwy, po czym wszyscy całują się, mówiąc: „Pokój Boży, Chrystus się narodził". Głowa rodziny i inny mężczyzna z rodziny trzymają między sobą česnicę, obracając ją trzy razy w kierunku przeciwnym do ruchu wskazówek zegara. Następnie česnica jest starannie łamana między krewnymi, tak aby każdy z nich dostał swój własny kawałek chleba, bez odpadania okruchów.
Można odłożyć do trzech kawałków bochenka: jeden dla nieobecnych krewnych (jeśli tacy są), jeden dla nieznajomego, który może dołączyć do rodziny podczas obiadu i jeden dla „polaźnika”, ich pierwszego gościa w Boże Narodzenie (jeśli go jeszcze nie ma). Resztę česnicy spożywa się podczas obiadu. Członek rodziny, który znajdzie monetę w swoim kawałku chleba, podobno będzie miał wyjątkowe szczęście w nadchodzącym roku. Głowa rodziny może spróbować odkupić monetę od tego szczęśliwego krewnego. Każdy z pozostałych przedmiotów ukrytych w chlebie symbolizuje ten obszar gospodarstwa domowego, w którym osoba, która go znajdzie w swoim kawałku česnicy, odniesie szczególny sukces.

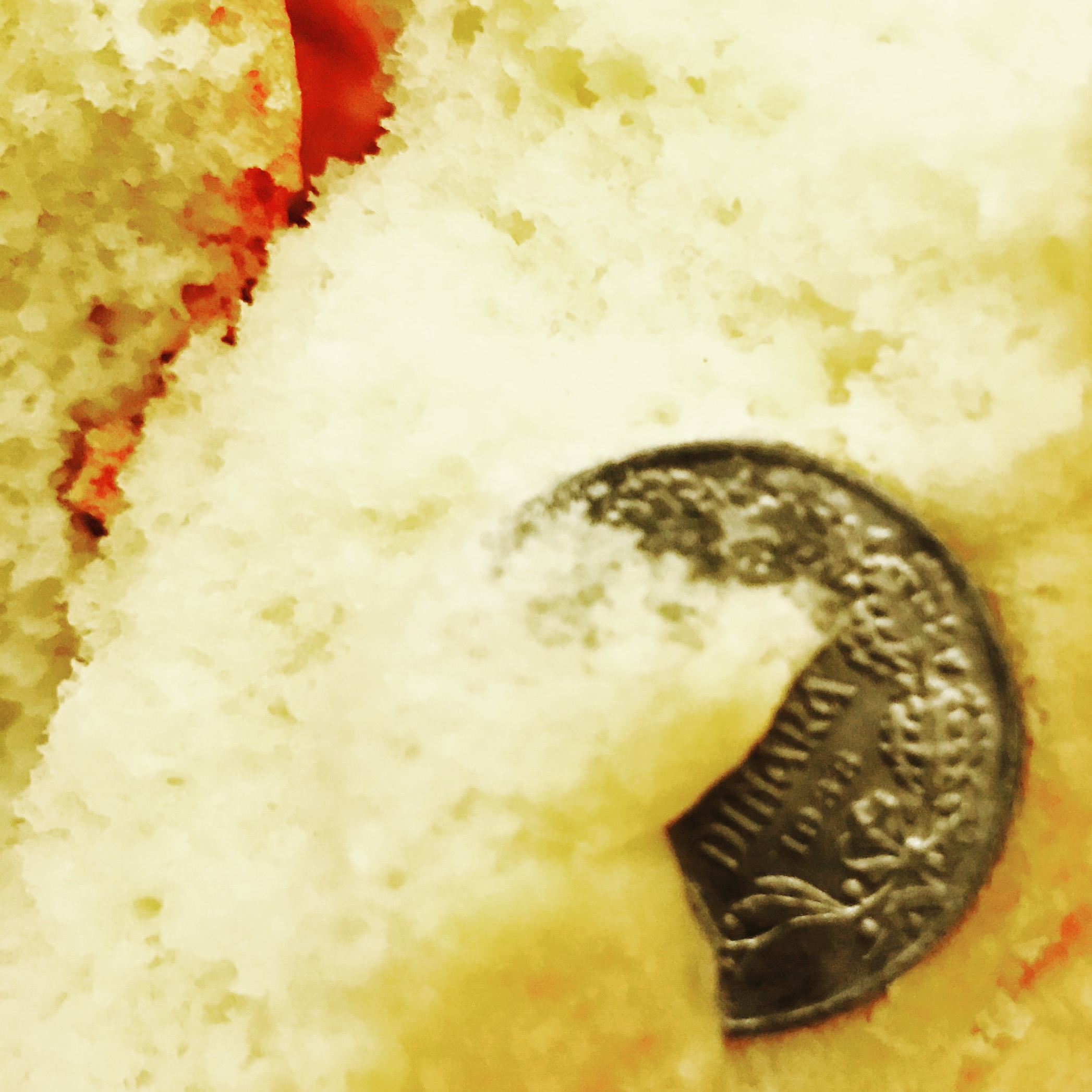
Ułamek česnicy z monetą „na szczęście”

W niektórych regionach, takich jak zatoka Kotorska i Bukowica w Dalmacji, česnica nie jest łamana i spożywana podczas świątecznego obiadu. Zamiast tego umieszcza się ją na stole lub w pobliżu, z wbitą weń świeczką. Głowa gospodarstwa domowego zapala tę świecę na początku świątecznego obiadu. W Bukowicy wokół świecy kładzie się kilka owoców oliwki lub gałązkę wawrzynu. W zatoce Kotorskiej data spożywania česnicy różni się w zależności od miejsca; może to być nawet dwadzieścia dni po Bożym Narodzeniu, w święto św. Sawy. W niektórych rejonach tylko połowa česnicy jest spożywana podczas świątecznego obiadu, a druga połowa jest spożywana tydzień później, w święto św. Bazylego Wielkiego.

## Magiczne praktyki
W niektórych regionach česnica może być używana do wróżenia. W Bośni, gdy ciasto jest już uformowane i gotowe do pieczenia, na jego górnej powierzchni robi się szereg nacięć, w których umieszcza się nasiona różnych roślin. Im bardziej podniesie się nacięcie po upieczeniu česnicy, tym bardziej wydajna będzie w następnym roku uprawa, której ziarno jest w nim zawarte. W Jadarze w zachodniej Serbii, z ognia wyjmuje się liczbę niedopałków badnjaka równą ilości rodzajów zboża i zwierząt hodowlanych hodowanych przez rodzinę, i umieszcza się na česnicy. Każdy z rodzajów jest związany z własnym niedopałkiem na chlebie. Gatunek, którego węgiel zachowuje swój blask dłużej niż inne, powinien być najbardziej produktywny w nadchodzącym roku. Aby zapewnić obfitość zboża, niektórzy stawiają na česnicy miskę wypełnioną zbożem.